# Palazzo Morando
Palazzo Morando è uno storico palazzo della città di Milano, sito in via Sant'Andrea al civico 6, oggi sede di un museo che ospita la collezione Costume Moda Immagine.

## Storia
Il palazzo di via Sant'Andrea fu abitato nel corso dei secoli da svariate famiglie del patriziato milanese. Il primo importante casato a venirne in possesso fu la famiglia Casati, che lo acquistò alla fine del Cinquecento. Della decorazione seicentesca del palazzo, dovuta a questa famiglia, resta traccia in due saloni del piano nobile, siti nell'ala posteriore che si affaccia sul giardino, con soffitti a cassettoni dipinti, e brani di un fregio con amorini, nel quale si legge la data 1651.
L'impronta più profonda nel palazzo fu tuttavia lasciata dalla famiglia Villa, che lo possedette dal 1733, quando il giureconsulto Carlo Federico Villa lo acquistò, fino alla morte senza eredi diretti del nipote Carlo, omonimo del nonno, nel 1845. Giovanni Villa, figlio di Carlo, acquistò nel 1750 il feudo di Grezzago, e nel 1762 sposò Maria, dell'antico e nobile casato dei Pusterla. Nel 1770 fece richiesta all'amministrazione austriaca per l'annessione della propria famiglia nel corpo della nobiltà milanese. In concomitanza con la sua scalata sociale, Giovanni in quegli stessi anni promosse importanti lavori di abbellimento del palazzo, che gli conferirono l'aspetto ancora oggi predominante, negli interni come negli esterni, secondo il gusto del barocchetto lombardo allora imperante.
Con la morte di Carlo, podestà di Milano, che non ebbe né moglie né figli, il palazzo passò ai De Cristoforis, poi ai Weill Schott e infine nel 1909 fu acquistato dai coniugi Gian Giacomo e Lydia Morando Attendolo Bolognini, che lo abitarono fino alla morte della Contessa Lydia, che, in mancanza di eredi diretti, ne fece donazione al Comune di Milano nel 1945.
Nel dopoguerra, a seguito della distruzione durante i bombardamenti degli appartamenti monumentali di Palazzo Sormani, sede fino ad allora del Museo della città di Milano, si decise di trasferire qui la collezione di opere e cimeli della storia della città, scampata alle distruzioni, costituita in massima parte dal lascito di Luigi Beretta.
Al Museo è esposta anche la collezione d'arte donata dalla duchessa Eugenia Litta Visconti Arese nata Attendolo Bolognini all'Ospedale Maggiore di Milano, comprendente fra l'altro la famosa scultura di epoca romantica “la preghiera del mattino”, commissionata a Vincenzo Vela nel 1846 dal duca Giulio Litta, marito di Eugenia.
Dal mese di marzo al 26 aprile 2020 sarà pure esposto il ritratto della contessa Lydia Morando Attendolo Bolognini fatto nel 1925 da Vittorio Corcos e proveniente dal Castello di Sant'Angelo Lodigiano.

## Descrizione
Gli ambienti di maggiore interesse artistico del palazzo sono:
- lo scalone monumentale, a doppia rampa, con la caratteristica balaustra a volute Rococò.
- la Galleria Cinese,  esposizione delle porcellane e delle ceramiche cinesi della collezione Morando.
- la Sala dell'Olimpo, la cui decorazione, attribuita a Giovanni Antonio Cucchi, commemora le nozze tra Giovanni Villa e Maria Pusterla celebrate nel 1762.
- Il Salottino Dorato
- la sala Egizia, dal pavimento a mosaico a motivi egizi e classicheggianti
- la sala d'Ercole, dall'affresco della volta realizzata dal pittore Giovan Battista Ronchelli
- la sala Dhò, precedentemente camera da letto ai tempi dei Villa
- la galleria dei busti

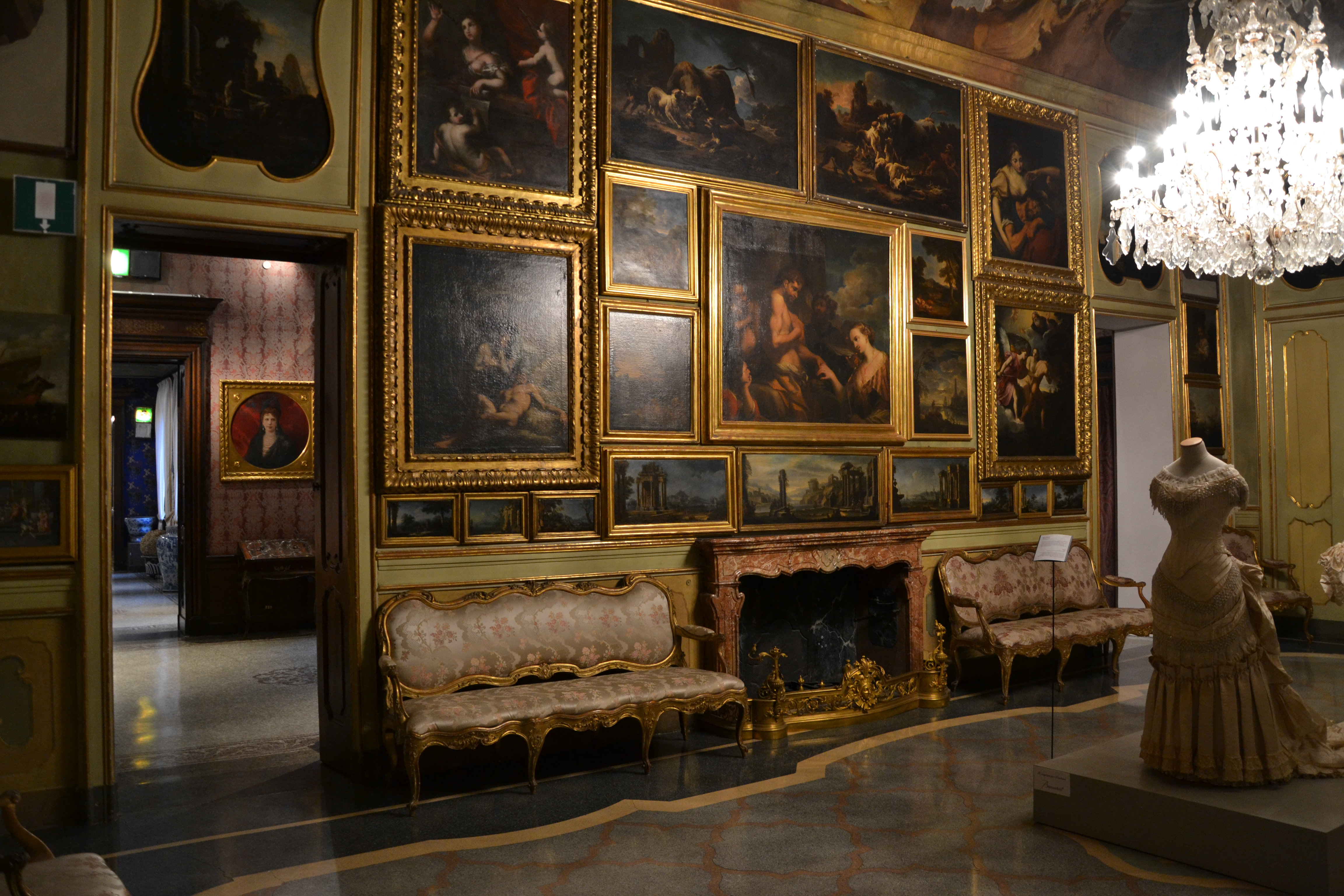
La quadreria settecentesca
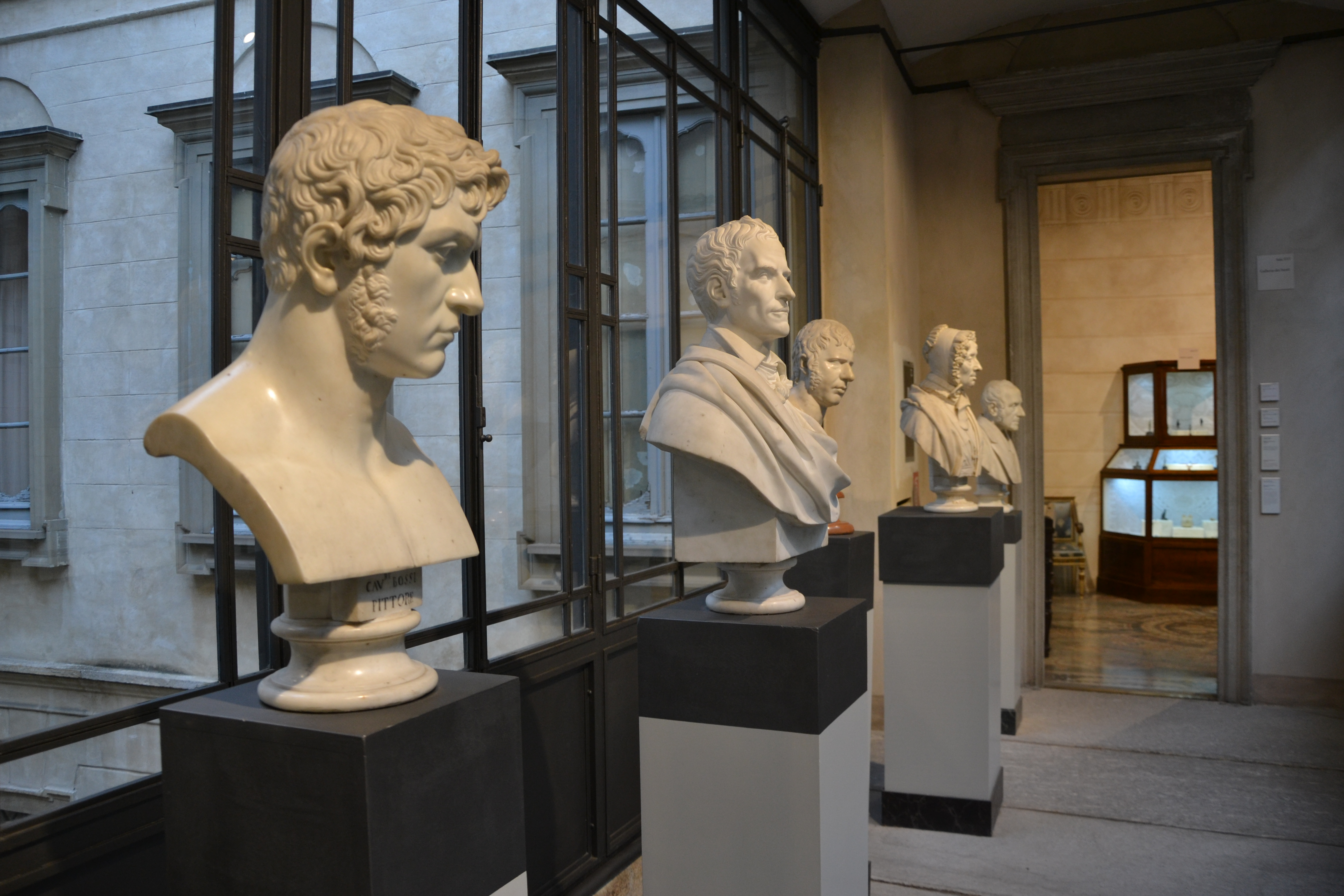
La galleria dei busti
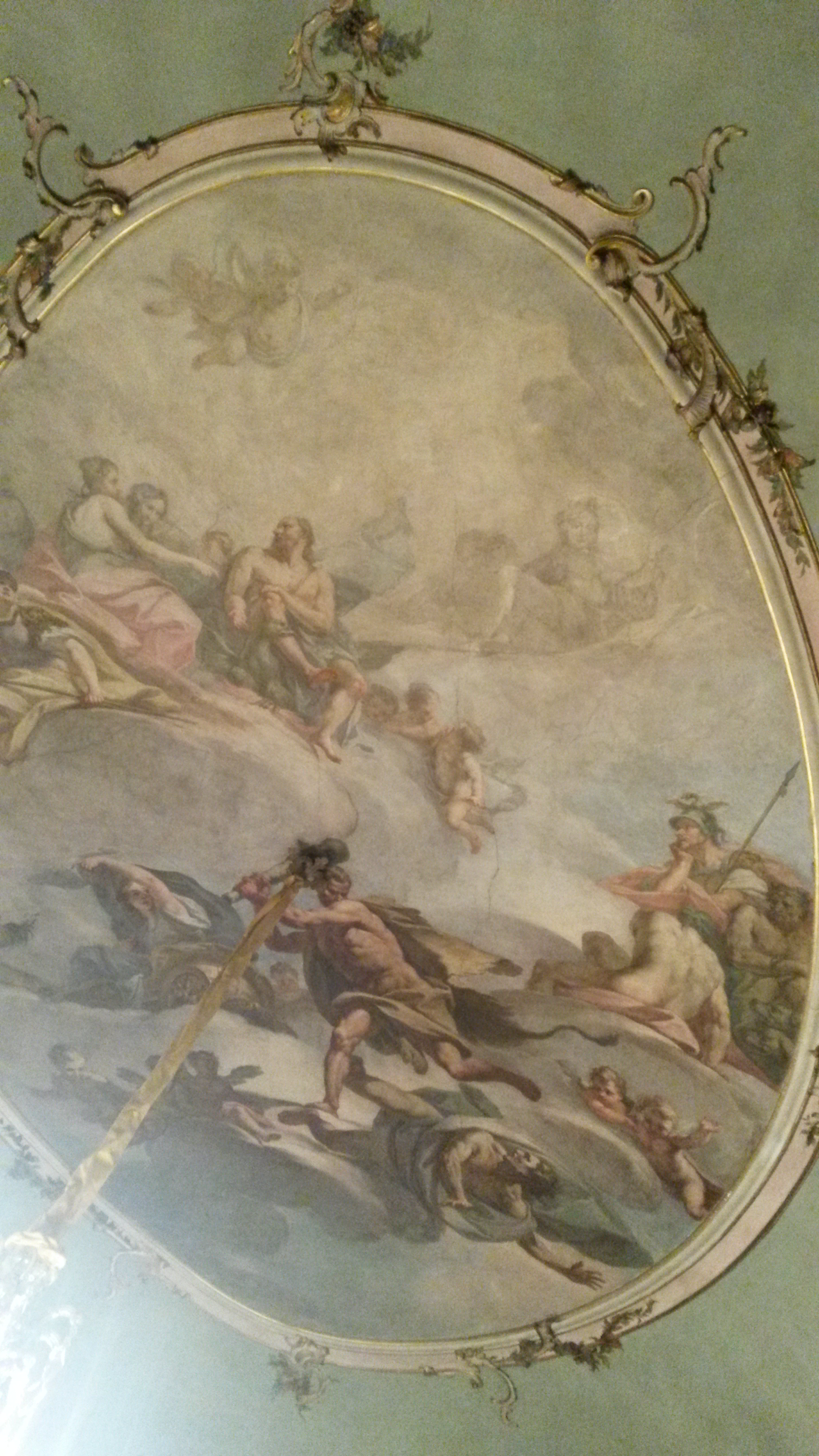
L'affresco con Ercole di Giovan Battista Ronchelli
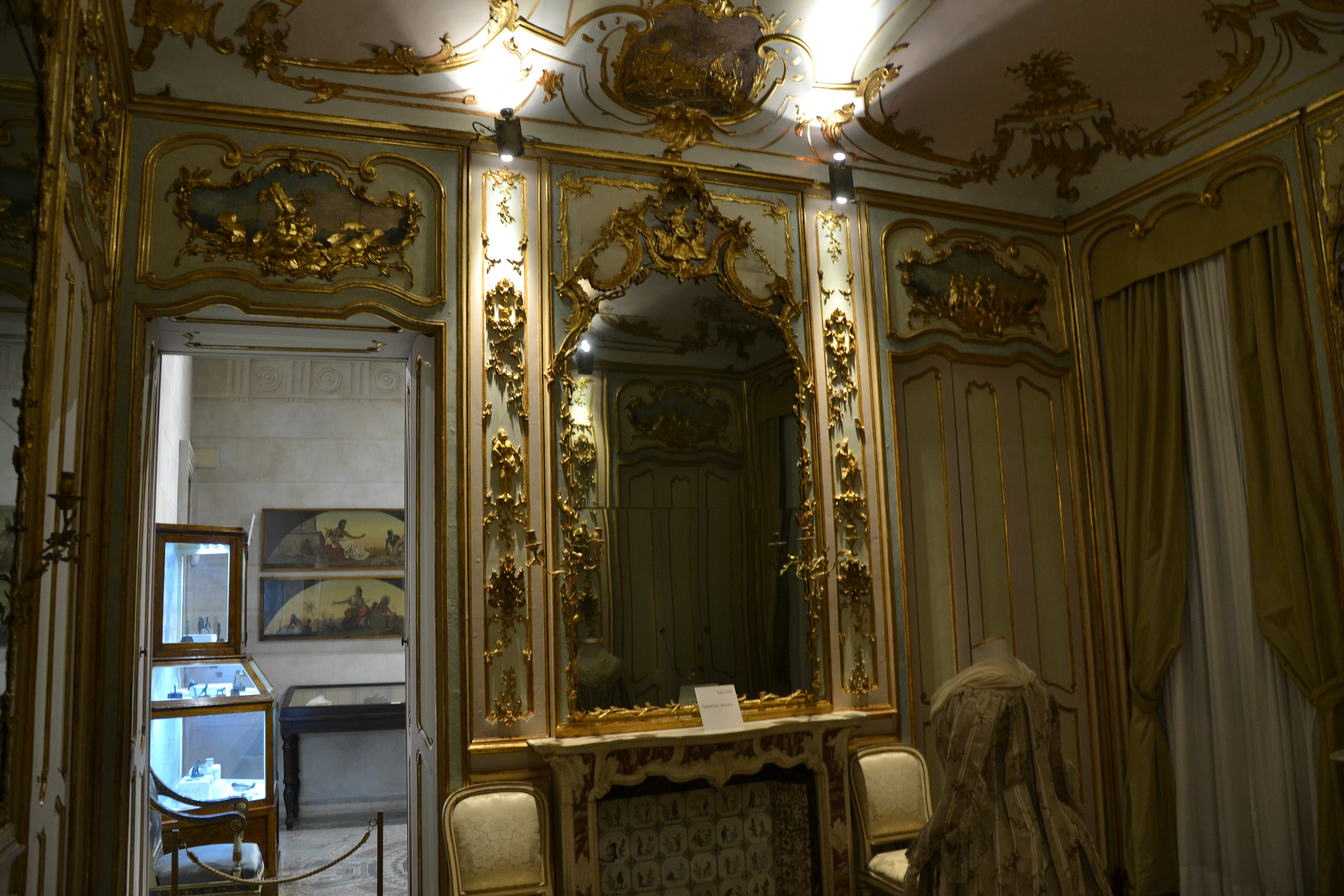
Il Salottino Dorato
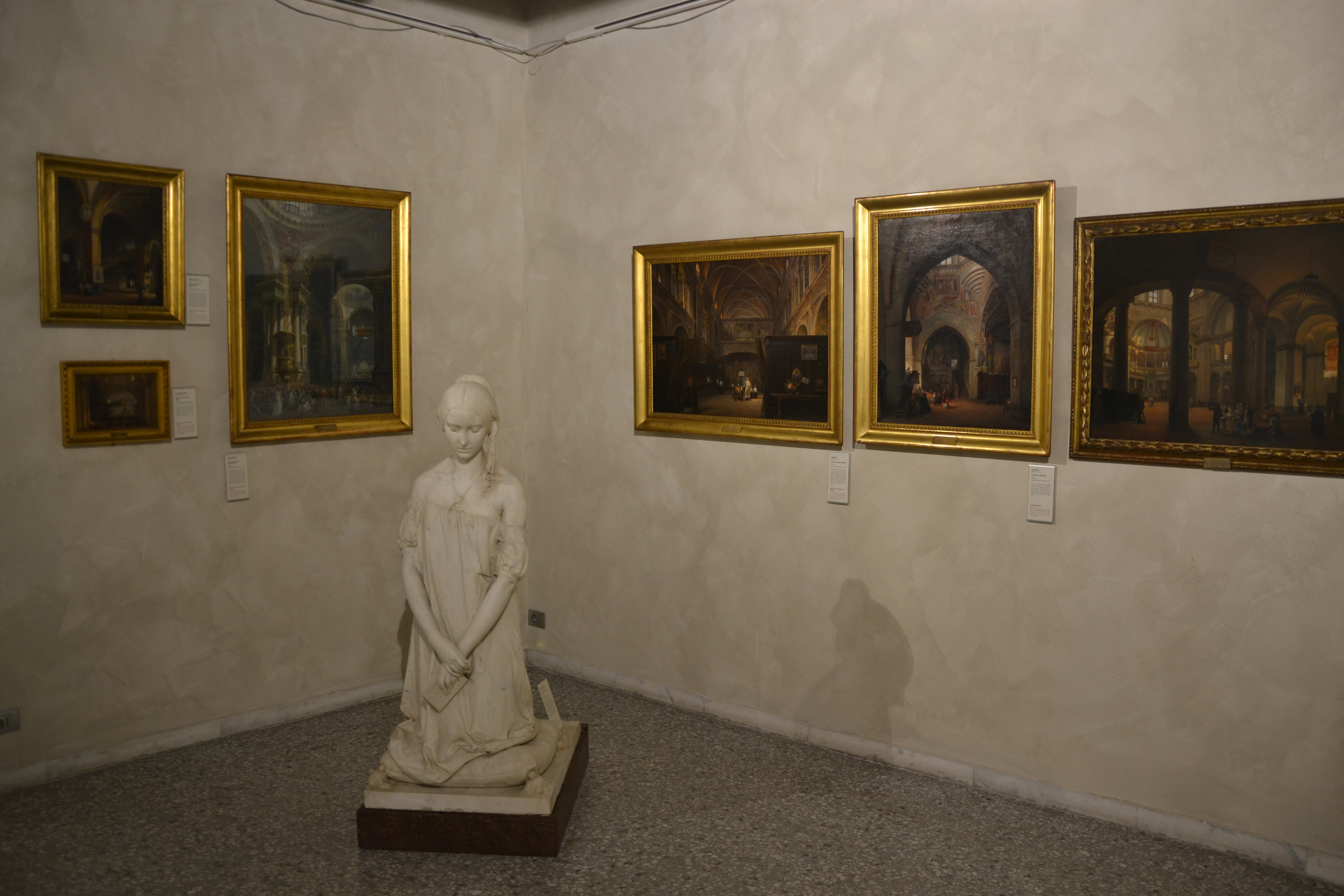
La preghiera del mattino di Vincenzo Vela